# Rowettia goughensis
Rowettia goughensis е вид птица от семейство Тангарови (Thraupidae), единствен представител на род Rowettia. Видът е критично застрашен от изчезване.

## Разпространение
Видът е разпространен в Света Елена, Възнесение, Тристан да Куня.